# Kristie Mewis
Kristen Anne Mewis (Weymouth, 25 febbraio 1991) è una calciatrice statunitense, centrocampista del West Ham e della nazionale statunitense.
È sorella maggiore di Samantha, anch'ella calciatrice nel medesimo ruolo, con la quale ha condiviso la maglia della nazionale alle Olimpiadi di Tokyo 2020.

## Vita privata
Nell'estate del 2021, dopo la vittoria degli Stati Uniti contro l'Australia ai Giochi olimpici di Tokyo, ha reso pubblica la propria relazione sentimentale con la calciatrice australiana Samantha Kerr. Il 18 novembre 2024 la coppia annuncia la gravidanza di Mewis, annunciando poi la nascita del loro primo figlio l'8 maggio 2025.

## Carriera

### Gli inizi e il calcio universitario
Mewis, coltiva la passione per il calcio fin da piccola, mettendosi in luce tanto da ottenere l'accesso all'Olympic Development Program (ODP) del suo stato, gestito dal Massachusetts Youth Soccer, dal 2003 e rimanendovi nell'approfondimento delle tecniche di gioco fino al 2007.
Successivamente frequenta la Whitman-Hanson Regional High School di Hanson, affiancando al percorso scolastico l'attività nella squadra di calcio femminile dell'istituto, terminando la sua carriera liceale con 74 gol e 34 assist. In questo periodo arrivano i primi trofei e riconoscimenti: viene inserita per tre volte nella NSCAA All-American, tre volte All-New England e All-Massachusetts e tre volte Eastern Massachusetts Girls Soccer Association Div. 1 All-Star della prima squadra. Nel 2008 Mewis è stata nominata NSCAA Youth Player of the Year e US Soccer Young Female Athlete of the Year, e l'anno successivo è stata nominata nel team Parade All-America, alimentando su di se l'interesse della Federcalcio statunitense che le aprono le porte alle nazionali giovanili, giocando con la sorella minore Sam ai Mondiali Under-17 del 2008 e a quelli Under-20 del 2009.
Iscrittasi al Boston College, nella Capitale del Massachusetts, continua l'attività agonistica con le Boston College Eagles. Nel suo anno da matricola, Mewis realizza cinque gol fornendo sei assist, ed è stato seconda nella squadra nella quantità di tiri in porta, 72, superata solo dalla compagna di squadra nelle Eagles e nella Under-17 degli Stati Uniti, Vicki DiMartino. Mewis gioca da titolare in 23 partite, quarta realizzatrice della squadra, giocando a centrocampo ma venendo utilizzata anche nel reparti difensivo a causa di infortuni. È stata nominata nel  All-ACC Freshmen Team, il Top Drawer Soccer All-Rookie team, e nel Soccer America All-Rookie team, conquistando inoltre il suo primo trofeo della NSCAA All-Southeast Region.
Durante il suo secondo anno nel 2010, Mewis ha giocato tutte le 25 partite della stagione e ha guidato l'Atlantic Coast Conference (ACC) con 101 tiri. Segna 10 reti, settimo miglior posto nell'ACC e secondo nella sua squadra, primeggia nella quantità di assist forniti, 14. Mewis ha stabilito un record scolastico registrando un gol o un assist in 11 partite consecutive dal 29 agosto all'ottobre contando in quel lasso di tempo sette gol e otto assist. Il 4 ottobre è stata insignita del premio ACC Player of the Week e CollegeSoccer360 Team of the Week . Mewis è stata nominata New England Soccer News Player of the Year ed è stata una selezione della prima squadra All-ACC. Era una semifinalista per l'Hermann Trophy e un membro Soccer America MVP's nome team. Mewis ha ricevuto i riconoscimenti della prima squadra NSCAA All-American ed è stata nominata nelTop Drawer Soccer's second team. È stata anche NSCAA Player of the Week il 29 settembre.

### Club
All'inizio del 2013 Mewis sottoscrive il suo primo contratto con un club, trasferendosi in Australia al Canberra United, per giocare in W-League, massimo livello del campionato nazionale femminile di calcio, nelle ultime due settimane della stagione 2012-2013. Debutta con la nuova squadra l'8 gennaio, nell'incontro con il Western Sydney Wanderers, dove contribuisce alla vittoria siglando la rete che all'89' fissa sul 5-0 il risultato sulle avversarie. Fa la sua seconda e ultima apparizione nel campionato australiano nell'incontro successivo del 12 gennaio, dove segna al 45' la sua seconda rete, l'unica della sua squadra nella sconfitta per 5-1 con la vincitrice della regular season, il Brisbane Roar. Il Canberra United, che termina la stagione regolare con 5 vittorie, tre pareggi e 4 sconfitte, conclude al 5º posto che gli preclude l'accesso alla fase finale per il titolo nazionale.
Nel gennaio 2013, Mewis è stata scelta per il primo turno (terza scelta assoluta) del NWSL College Draft 2013 per il FC Kansas City per la stagione inaugurale della National Women's Soccer League (NWSL). Durante l'anno è stata elevata allo stato di U.S. Soccer-subsidized. Ha segnato il suo primo gol della stagione l'8 maggio, al 74' della vittoria per 3-2 dei Blues sul Portland Thorns. Mewis, da rookie, è scesa in campo da titolare in 20 incontri durante la stagione regolare, aiutando la squadra a finire seconda in classifica grazie alle 11 vittorie, 5 pareggi e 6 sconfitte. Grazie a questo risultato la squadra riuscì quindi ad accedere ai play-off ma fu sconfitta 3-2 in semifinale dal Portland Thorns.
Nel novembre 2013 il FC Kansas City ha ceduto Mewis al Seattle Reign in cambio di Amy Rodriguez. Dello scambio l'allenatrice del Reign, Laura Harvey, ha dichiarato: "Kristie è una giocatrice giovane, brillante e di talento che riteniamo possa beneficiare del nostro piano a lungo termine. Ha dimostrato di poter essere una giocatrice di alto livello in questo ambiente e noi sentiamo di avere la struttura per aiutare a spingere Kristie al livello successivo." Tuttavia già il 18 novembre 2013 è stata scambiata insieme a Michelle Betos e due scelte del 2015 NWSL College Draft al Boston Breakers per Sydney Leroux.
Con la maglia dei Breakers nel campionato 2014 ha giocato da titolare in 15 partite segnando 3 gol.
A campionato concluso, nell'ottobre 2014 Mewis si trasferisce in Giappone, in prestito, per la sua seconda esperienza all'estero, firmando un contratto trimestrale con l'Iga Kunoichi e giocare in Nadeshiko League Division 1, livello di vertice del campionato giapponese. Indossando la maglia numero 31 e giocando nel ruolo di attaccante, Mewis ha segnato cinque gol in sette partite, tra cui due doppiette. Nel periodo in cui è rimasta si è rivelata determinante per impedire la retrocessione della squadra in Division 2, segnando a metà novembre la rete che fissa il risultato nella vittoria per 2-1 sul Nittaidai.

## Palmarès

### Club
- NWSL Challenge Cup: 1

Houston Dash: 2020
- National Women's Soccer League: 1

NJ/NY Gotham: 2023

### Nazionale
- Bronzo olimpico: 1

Tokyo 2020
- SheBelieves Cup: 2

2021, 2022

## Nella cultura di massa
Nel 2023 Mewis è comparsa nella docuserie Netflix Under Pressure: la nazionale di calcio femminile USA, insieme alle sue compagne della nazionale, in cui, tramite una serie di interviste, racconti e filmati, viene narrato il percorso degli Stati Uniti ai Mondiali del 2023.

## Filmografia

### Televisione
- Under Pressure: la nazionale di calcio femminile USA – docuserie (2023)